# Faical El Haddadi
Faical El Haddadi (en arabe : فيصل الحدادي), né le 24 avril 1996 à Casablanca, est un footballeur marocain évoluant au poste de milieu de terrain au SCCM de Mohammédia.

## Biographie

### En club
Faical El Haddadi passe plusieurs années dans la catégorie des jeunes du TAS de Casablanca et du Wydad Athletic Club.
Lors de la saison 2016-2017, il est prêté pour une saison au JS Kasbat Tadla en Botola Pro. Il dispute au total 24 matchs et marque un but. Il termine la saison à la quinzième place du classement du championnat et est relégué en D2 marocaine.
Le 22 septembre 2017, il est prêté pour une saison à l'Olympique Club de Khouribga. Il y dispute 10 matchs en championnat et marque un but. Il joue également deux matchs en Coupe du Maroc. Il termine la saison à la douzième place du classement du championnat.
Le 11 janvier 2018, il retourne au Wydad Athletic Club et dispute le haut du classement du championnat marocain. Il termine la saison vice-champion de la Botola Pro, ayant pris part à seulement un match. Dans la saison qui suit, il remporte le championnat.
Le 1 août 2019, il est transféré au Sporting Club Chabab Mohammédia, en D2 marocaine. Il s'y impose en tant que joueur titulaire et se voit promu en Botola Pro.

### En sélection
Le 29 décembre 2018, Faical El Haddadi est convoqué pour une double confrontation contre la Gambie -23 ans, le 6 et le 9 janvier 2019 à Banjul.
Le 28 décembre 2019, Faical El Haddadi figure sur la liste du Maroc A' des 24 joueurs sélectionnés de Houcine Ammouta pour un stage de préparation à la Coupe d'Afrique des nations de football 2021. Le joueur ne sera finalement pas retenu pour prendre part à la compétition.

## Palmarès

### En club
| Wydad - Championnat du Maroc (1) : - Champion : 2018-19. - Vice-champion : 2017-18. |  | SCCM de Mohammédia - Championnat du Maroc D2 : - Vice-champion : 2019-20. |